# Euchorthippus acarinatus
Euchorthippus acarinatus är en insektsart som beskrevs av Zheng, Z. och D. He 1993. Euchorthippus acarinatus ingår i släktet Euchorthippus och familjen gräshoppor. Inga underarter finns listade i Catalogue of Life.